# Marié Digby
 (décembre 2022).
Si vous disposez d'ouvrages ou d'articles de référence ou si vous connaissez des sites web de qualité traitant du thème abordé ici, merci de compléter l'article en donnant les références utiles à sa vérifiabilité et en les liant à la section « Notes et références ».
Pour les articles homonymes, voir Digby.
Marié Christina Digby (née le 16 avril 1983 à New York, aux États-Unis) est une chanteuse auteur-compositeur-interprète, guitariste et pianiste. Elle est surtout connue pour sa version acoustique de Umbrella, un titre de Rihanna, qui a attiré l'attention sur YouTube en 2007. La chanson a ensuite été jouée sur la station de radio américaine 98,7 STAR.
Le premier single de Digby, "Say It Again", a été mis en vente à des stations de radio en janvier 2008. Son premier album, Unfold, a été mis en vente le 8 avril 2008.

## Biographie
Digby, dont la mère est japonaise et le père irlandais-américain, est l'aînée de trois frères et sœurs. Elle a commencé à écrire des chansons au lycée de Los Angeles, en Californie. En 2004, elle a remporté un concours de musique vocale avec sa chanson autobiographique "Miss Invisible".
Après avoir chanté dans de nombreux clubs de nuit, Digby signe avec Rondor Music, un label d'Universal Music Group début 2005. À la fin de 2005, Digby a signé avec Hollywood Records, un label de Disney, et son premier album de chansons originales a été achevée d'ici la fin de 2006. Toujours en 2006, sa chanson "Fool" a été inscrite sur la compilation album Disney Girl Next. Au début de 2007, elle a commencé à envoyer sur son site des vidéos simples d'elle-même en chantant des chansons d'autres artistes afin de se faire un peu plus connaître.
Au cours de l'été 2010, le site de la chaîne américaine ABC, a lancé une mini série, retraçant l'histoire de la chanteuse Marié Digby, de ses débuts sur Youtube, jusqu'à la chanteuse reconnue qu'elle est devenue. Cette série se compose de 17 épisodes qui présentent ses amis, sa famille, les rencontres qui l'ont aidée à connaître le succès et des désillusions.

## Discographie
- 2007: Start Here
- 2008: Unfold
- 2009: Second Home
- 2009: Breathing Underwater
- 2011: Your Love